# Быховский район
Бы́ховский райо́н (бел. Бы́хаўскі раён) — административная единица на юге Могилёвской области Республики Беларусь. Административный центр — город Быхов.
Численность населения — 27 582 человек (на 1 января 2025 года).
Расположен Быховский замок.

## География
Площадь — 2300 км². Основные реки — Днепр с притоками Чернавка, Бобровка, Тресна, Ухлясть с Воронинкой, Тощица, Адаменка, Рдица, Лахва, Мокрянка, Друть (на ней образовано Чигиринское водохранилище), Греза и Болоновка. На востоке района, в бассейне Днепра — Годылёво болото.

### Заказники
Между деревнями Прибор и Таймоново в долине Днепра расположен республиканский заказник «Старица».

## Административное устройство
В 2010 году решением Могилёвского облисполкома на территории Быховского района была упразднена административно-территориальная единица — Городецкий сельсовет.
Изменены границы Холстовского сельсовета Быховского района, включена в его состав территория упразднённого Городецкого сельсовета, в том числе населённые пункты Городец, Лубянка, Селиба, Резки, Бросовинка, Замошье.
Верхнетощицкий сельсовет Быховского района переименован в Нижнетощицкий сельсовет с административным центром, расположенным в населенном пункте Нижняя Тощица Быховского района.
Решением Быховского районного исполнительного комитета от 29 сентября 2011 года был упразднён Дунайковский сельсовет, населённые пункты, относящиеся к нему, были переданы в Ямницкий сельсовет.
В 2012 году был упразднён Глухский сельсовет, его территория была включена в Черноборский сельсовет. Были так же изменены и границы Следюковского сельсовета, деревни Красница-1, Красница-2, Кузьковичи, Латколония, Хатмилье которого вошли в состав Смолицкого сельсовета.
На территории района расположено 9 сельсоветов:
- Краснослободский
- Лудчицкий
- Новобыховский
- Обидовичский
- Следюковский
- Смолицкий
- Холстовский
- Черноборский
- Ямницкий

Упразднённые сельсоветы:
- Борколабовский
- Нижнетощицкий
- Грудиновский
- Дунайковский
- Глухский
- Городецкий

## История
Район образован 17 июля 1924 года. До июля 1930 года находился в составе Могилёвского округа. С 15 января 1938 года относится к Могилёвской области.
8 июля 1931 года к Быховскому району была присоединена территория 6 сельсоветов упразднённого Журавичского района и 6 сельсоветов упразднённого Чечевичского района. 5 декабря 1931 года один из сельсоветов бывшего Журавичского района передан в состав Рогачёвского района. 12 февраля 1935 года 6 сельсоветов были переданы Довскому району, 2 сельсовета — Кировскому району.
17 декабря 1956 года к району были присоединены 4 сельсовета упразднённого Журавичского района Гомельской области, 31 марта 1958 года два из них переданы Славгородскому району. 25 декабря 1962 года к району были присоединены 4 сельсовета и город Славгород упразднённого Славгородского района (повторно образован 6 января 1965 года).
29 июня 1957 года населённые пункты Драгунск, Михаловка, Блюев и Прилеповка Великозимницкого сельсовета Быховского района Могилёвской области перечислены в состав Журавичского сельского Совета Рогачёвского района Гомельской области.
20 октября 1995 года административные единицы Быховский район и город Быхов, имеющие общий административный центр, объединены в одну административную единицу — Быховский район.

## Геральдика
Герб и флаг утверждены решениями Быховского районного исполнительного комитета от 30 ноября 2001 года № 11-2 и Быховского районного Совета депутатов от 28 декабря 2001 года № 15-7. Зарегистрированы в Гербовом матрикуле 9 августа 2002 года № 97.

## Демография
Численность населения — 27 582 человек (на 1 января 2025 года), в том числе городское — 16 296 человек (Быхов — 16 296 человек), сельское — 11 286 человек.
Численность населения — 28 657 человек (на 1 января 2023 года), в том числе в городских условиях (Быхов) — 16 426 человек, в сельских — 12 231 человек
| Численность населения (по годам) | Численность населения (по годам) | Численность населения (по годам) | Численность населения (по годам) | Численность населения (по годам) | Численность населения (по годам) | Численность населения (по годам) | Численность населения (по годам) | Численность населения (по годам) | Численность населения (по годам) | Численность населения (по годам) | Численность населения (по годам) | Численность населения (по годам) | Численность населения (по годам) | Численность населения (по годам) |
| -------------------------------- | -------------------------------- | -------------------------------- | -------------------------------- | -------------------------------- | -------------------------------- | -------------------------------- | -------------------------------- | -------------------------------- | -------------------------------- | -------------------------------- | -------------------------------- | -------------------------------- | -------------------------------- | -------------------------------- |
| 1939                             | 1959                             | 1970                             | 1979                             | 1989                             | 1996                             | 2001                             | 2002                             | 2003                             | 2004                             | 2005                             | 2006                             | 2007                             | 2008                             | 2009                             |
| 81 234                           | ↘74 189                          | ↘72 077                          | ↘60 878                          | ↘55 271                          | ↘47 000                          | ↘43 789                          | ↘42 869                          | ↘41 802                          | ↘40 748                          | ↘39 726                          | ↘38 450                          | ↘37 320                          | ↘36 243                          | ↘35 716                          |
| 2010                             | 2011                             | 2012                             | 2013                             | 2014                             | 2015                             | 2016                             | 2017                             | 2018                             | 2019                             | 2020                             | 2021                             | 2022                             | 2023                             | 2024                             |
| ↘34 895                          | ↘34 135                          | ↘33 196                          | ↘32 405                          | ↘31 672                          | ↘30 970                          | ↘30 225                          | ↘29 753                          | ↘29 254                          | ↘28 611                          |                                  |                                  |                                  | ↘28 657                          |                                  |
| 2025                             |                                  |                                  |                                  |                                  |                                  |                                  |                                  |                                  |                                  |                                  |                                  |                                  |                                  |                                  |
| ↘27582                           |                                  |                                  |                                  |                                  |                                  |                                  |                                  |                                  |                                  |                                  |                                  |                                  |                                  |                                  |

По итогам переписи 2019 года, в районе проживало 91,53% белорусов, 4,85% русских, 1,1% украинцев, 0,13% поляков.
На 1 января 2018 года 18,6 % населения района были в возрасте моложе трудоспособного, 49,8 % — в трудоспособном возрасте (один из самых низких показателей в Могилёвской области), 31,6 % — в возрасте старше трудоспособного (4-е место в области после Бобруйского, Чаусского и Глусского). Средние показатели по Могилёвской области — 17,5 %, 56,8 % и 25,7 % соответственно. 53, 6% населения составляли женщины, 46,4 % — мужчины (средние показатели по Могилёвской области — 52,9 % и 47,1 % соответственно, по Республике Беларусь — 53,4 % и 46,6 %). По доле женщин район уступает в области только Могилёву.
Коэффициент рождаемости в районе в 2017 году составил 11,2 на 1000 человек, коэффициент смертности — 19,3 (в районном центре — 9,7 и 13,2 соответственно). Средние показатели рождаемости и смертности по Могилёвской области — 10,5 и 13,6 соответственно, по Республике Беларусь — 10,8 и 12,6 соответственно. По уровню смертности район занимает 5-е место в области, уступая Бобруйскому, Чаусскому, Дрибинскому и Хотимскому. Всего в 2017 году в районе родилось 329 и умер 601 человек, в том числе в районном центре родилось 167 и умерло 226 человек.
В 2017 году в районе было заключено 186 браков (6,3 на 1000 человек, средний показатель по Могилёвской области — 7,1) и 88 разводов (3 на 1000 человек, средний показатель по Могилёвской области — 3,6).
В Быховском районе наблюдается постоянная миграционная убыль населения — из района уезжает значительно больше людей, чем приезжает: